# Pefkakia (stacja metra)
Pefkakia (gr: Πευκάκια) – stacja metra ateńskiego na linii 1 (zielonej), 17,231 km od Pireusu. Została otwarta 14 marca 1956. Znajduje się na terenie miasta Nea Jonia.